# Vincent Laban
Vincent Laban (Pau, 9 september 1984) is een Frans-Cypriotisch profvoetballer.
Laban werd geboren in Pau. Hij speelde bij het reserve-elftal van FC Nantes tussen 2002 en 2005. Hij begon zijn professionele clubcarrière bij het Cypriotische Digenis Morfou. In 2007 tekende hij bij Anorthosis Famagusta. Hier speelde hij in zes jaar tijd 221 wedstrijden, waarin hij 21 keer scoorde. In 2013 verhuisde hij naar het Roemeense Astra Giurgiu. In 2015 keerde hij terug naar Cyprus, waar hij voor AEK Larnaca ging voetballen.
Laban liet zich in 2012 naturaliseren tot Cyprioot, waardoor hij kon uitkomen voor het Cypriotisch voetbalelftal. Datzelfde jaar werd hij voor de eerste maal opgeroepen voor de nationale ploeg. Hij maakte zijn eerste doelpunt voor Cyprus in een wedstrijd tegen Albanië in 2013.

## Statistieken
| Seizoen | Club                 | Land     | Competitie | Wedstrijden | Doelpunten |
| ------- | -------------------- | -------- | ---------- | ----------- | ---------- |
| 2005/07 | Digenis Morfou       | Cyprus   | A Divizion | 47          | 8          |
| 2007/13 | Anorthosis Famagusta | Cyprus   | A Divizion | 206         | 21         |
| 2013/14 | Astra Giurgiu        | Roemenië | Liga 1     | 29          | 0          |
| 2014/15 | Astra Giurgiu        | Roemenië | Liga 1     | 22          | 0          |
| 2015/16 | AEK Larnaca          | Cyprus   | A Divizion | 24          | 0          |
| 2016/17 | AEK Larnaca          | Cyprus   | A Divizion | 27          | 0          |
| 2017/18 | AEK Larnaca          | Cyprus   | A Divizion | 28          | 0          |
|         |                      |          | Totaal     | 383         | 29         |